# İkinci Varlı
İkinci Varlı è un comune dell'Azerbaigian situato nel distretto di Salyan. Conta una popolazione di 822 abitanti.